# 2002-es magyarországi önkormányzati választás
Magyarországon 2002. október 20-án önkormányzati választást tartottak. A választást a Magyar Köztársaság elnöke írta ki.

## Választás típusa
- Budapest (fővárosi kerületek): polgármester, körzeti önkormányzati képviselők, főpolgármester, fővárosi közgyűlés, kisebbségi önkormányzatok megválasztása
- megyei jogú városok: polgármester, körzeti önkormányzati képviselők, kisebbségi önkormányzatok megválasztása
- 10 000 lakos feletti települések: polgármester, körzeti önkormányzati képviselők, megyei közgyűlés, kisebbségi önkormányzatok megválasztása
- 10 000 lakos alatti települések: polgármester, települési önkormányzati képviselők, megyei közgyűlés, kisebbségi önkormányzatok megválasztása

## Eredmények

### Budapest

#### Főpolgármester
| Jelölt neve         | Jelölő szerv.                                | Szavazatok száma | Szavazatok aránya |
| ------------------- | -------------------------------------------- | ---------------- | ----------------- |
| Demszky Gábor       | Szabad Demokraták Szövetsége (SZDSZ)         | 348 534          | 46,70%            |
| Schmitt Pál         | Független (Fidesz támogatással)              | 267 563          | 35,85%            |
| Gy. Németh Erzsébet | Magyar Szocialista Párt (MSZP)               | 98 289           | 13,17%            |
| Csurka István       | Magyar Igazság és Élet Pártja (MIÉP)         | 24 341           | 3,26%             |
| Droppa György       | Összefogás Magyarországért Centrum (Centrum) | 4 404            | 0,59%             |
| Karacs Lajosné      | Munkáspárt (MP)                              | 3 121            | 0,42%             |
| Összesen            |                                              | 746 2521         | 100%              |

1Csak az érvényes szavazatok száma (jelölteknél szintén) – érvénytelen szavazatok száma: 7 502
- forrás: 2002-es főpolgármester-választás eredményei (Választás.hu)

#### Fővárosi közgyűlés
| Párt                 | Mandátumok |
| -------------------- | ---------- |
| MSZP                 | 24         |
| Fidesz-MPP-MDF-MKDSZ | 21         |
| SZDSZ                | 16         |
| MIÉP                 | 5          |

### Megyei jogú városok polgármesterei
| Város neve       | Győztes              | Párt                               | Eredmény |
| ---------------- | -------------------- | ---------------------------------- | -------- |
| Békéscsaba       | Pap János            | SZDSZ                              | 59,42%   |
| Debrecen         | Kósa Lajos           | Fidesz-MPP-MDF                     | 61,85%   |
| Dunaújváros      | Kálmán András        | MSZP                               | 48,16%   |
| Eger             | Nagy Imre            | MSZP-SZDSZ                         | 61,72%   |
| Győr             | Balogh József        | MSZP                               | 58,60%   |
| Hódmezővásárhely | Lázár János          | Fidesz-MPP                         | 46,58%   |
| Kaposvár         | Szita Károly         | Fidesz-MPP-MDF-MKDSZ-KPE-FIDELITAS | 73,24%   |
| Kecskemét        | Szécsi Gábor         | Fidesz-MPP-MDF                     | 49,90%   |
| Miskolc          | Káli Sándor          | MSZP-SZDSZ                         | 64,12%   |
| Nagykanizsa      | Litter Nándor        | MSZP-SZDSZ                         | 60,29%   |
| Nyíregyháza      | Csabai Lászlóné      | MSZP                               | 73,18%   |
| Pécs             | Toller László        | MSZP                               | 67,93    |
| Salgótarján      | Puszta Béla          | MSZP                               | 62,29%   |
| Sopron           | Walter Dezső         | MSZP-SZDSZ                         | 52,29%   |
| Szeged           | Botka László         | MSZP-SZDSZ-MSZDP-CENTRUM           | 59,68%   |
| Székesfehérvár   | Warvasovszky Tihamér | MSZP-SZDSZ-FNYMP-FPE               | 70,09%   |
| Szekszárd        | Kocsis Imre Antal    | SZDSZ                              | 38,90%   |
| Szolnok          | Botka Lajosné        | MSZP                               | 50,95%   |
| Szombathely      | Ipkovich György      | MSZP-SZDSZ                         | 51,05%   |
| Tatabánya        | Bencsik János        | független                          | 61,37%   |
| Veszprém         | Dióssy László        | SZDSZ-MSZP-SZ V                    | 56,19%   |
| Zalaegerszeg     | Gyimesi Endre        | Fidesz-MPP-MDF-MKDSZ               | 53,13%   |

### Megyei közgyűlések
| Jelmagyarázat                    | Jelmagyarázat | Jelmagyarázat | Jelmagyarázat | Jelmagyarázat | Jelmagyarázat | Jelmagyarázat |
| -------------------------------- | ------------- | ------------- | ------------- | ------------- | ------------- | ------------- |
| Helyezés                         | 1.            | 2.            | 3.            | 4.            | 5.            | 6.-           |
| vastag betű - közgyűlési többség |               |               |               |               |               |               |

| Megyei közgyűlési helyek megoszlása | Megyei közgyűlési helyek megoszlása | Megyei közgyűlési helyek megoszlása | Megyei közgyűlési helyek megoszlása | Megyei közgyűlési helyek megoszlása | Megyei közgyűlési helyek megoszlása | Megyei közgyűlési helyek megoszlása | Megyei közgyűlési helyek megoszlása | Megyei közgyűlési helyek megoszlása | Megyei közgyűlési helyek megoszlása | Megyei közgyűlési helyek megoszlása | Megyei közgyűlési helyek megoszlása | Megyei közgyűlési helyek megoszlása | Megyei közgyűlési helyek megoszlása | Megyei közgyűlési helyek megoszlása | Megyei közgyűlési helyek megoszlása | Megyei közgyűlési helyek megoszlása | Megyei közgyűlési helyek megoszlása | Megyei közgyűlési helyek megoszlása | Megyei közgyűlési helyek megoszlása | Megyei közgyűlési helyek megoszlása | Megyei közgyűlési helyek megoszlása | Megyei közgyűlési helyek megoszlása | Megyei közgyűlési helyek megoszlása | Megyei közgyűlési helyek megoszlása |
| #.                                  | Lista                               | Lista                               | Lista                               | BAR                                 | BKK                                 | BÉK                                 | BAZ                                 | CSO                                 | FEJ                                 | GYS                                 | HJB                                 | HEV                                 | JNS                                 | KME                                 | NÓG                                 | PES                                 | SOM                                 | SZB                                 | TOL                                 | VAS                                 | VES                                 | ZAL                                 | ∑                                   | ∑                                   |
| ----------------------------------- | ----------------------------------- | ----------------------------------- | ----------------------------------- | ----------------------------------- | ----------------------------------- | ----------------------------------- | ----------------------------------- | ----------------------------------- | ----------------------------------- | ----------------------------------- | ----------------------------------- | ----------------------------------- | ----------------------------------- | ----------------------------------- | ----------------------------------- | ----------------------------------- | ----------------------------------- | ----------------------------------- | ----------------------------------- | ----------------------------------- | ----------------------------------- | ----------------------------------- | ----------------------------------- | ----------------------------------- |
| 1.                                  |                                     | MSZP                                | MSZP– SZDSZ                         | 23                                  | 23                                  | 20                                  | 36                                  | 19                                  | 18                                  | 17                                  | 21                                  | 23                                  | 22                                  | 19                                  | 23                                  | 38                                  | 15                                  | 21                                  | 22                                  | 14                                  | 20                                  | 16                                  | 371 39 25                           | 4 3 5                               |
| 1.                                  |                                     | SZDSZ                               | MSZP– SZDSZ                         | 2                                   | 2                                   | 3                                   |                                     | 19                                  |                                     |                                     | 3                                   | 1                                   | 4                                   | 2                                   |                                     | 6                                   |                                     |                                     | 1                                   | 1                                   | 20                                  |                                     | 371 39 25                           | 4 3 5                               |
| 2.                                  |                                     | Fidesz*                             | Fidesz– MDF*                        | 11                                  | 18                                  | 14                                  | 23                                  | 15                                  | 17                                  | 16                                  | 14                                  | 12                                  | 12                                  | 12                                  | 16                                  | 27                                  | 13                                  | 13                                  | 17                                  | 21                                  | 17                                  | 16                                  | 132 172 22                          | 3 2 6                               |
| 2.                                  |                                     | MDF                                 | Fidesz– MDF*                        | 2                                   | 3                                   | 2                                   | 23                                  | 15                                  | 17                                  | 6*                                  | 14                                  | 12                                  | 12                                  | 12                                  | 1                                   | 5                                   | 13                                  |                                     | 17                                  | 21                                  | 3                                   | 16                                  | 132 172 22                          | 3 2 6                               |
|                                     |                                     | MIÉP                                | MIÉP                                |                                     |                                     |                                     |                                     |                                     |                                     |                                     |                                     |                                     |                                     |                                     |                                     | 2                                   |                                     |                                     |                                     |                                     |                                     |                                     | 2                                   | 2                                   |
|                                     |                                     |                                     |                                     |                                     |                                     |                                     |                                     |                                     |                                     |                                     |                                     |                                     |                                     |                                     |                                     |                                     |                                     |                                     |                                     |                                     |                                     |                                     |                                     |                                     |
|                                     | A csak egy megyében induló listák   | A csak egy megyében induló listák   | A csak egy megyében induló listák   | 2                                   | Civilek SZB                         | Civilek SZB                         | PFM                                 | PFM                                 | 3                                   | Polgármest.                         | Polgármest.                         | Polgármest.                         | Polgármest.                         | 3                                   | Somogyért                           | Somogyért                           | 12                                  | 11                                  | Összefogás                          | Összefogás                          | Összefogás                          | Összefogás                          | 72                                  | 72                                  |
| Makó TPFE                           | Makó TPFE                           | Makó TPFE                           | Makó TPFE                           | 2                                   | 2                                   | FETE                                | FETE                                | 2                                   | NYUVE                               | NYUVE                               | NYUVE                               | FPM                                 | FPM                                 | 3                                   |                                     | 4                                   | VÖE                                 | VÖE                                 |                                     |                                     |                                     |                                     | 72                                  | 72                                  |
| ÖBME                                | ÖBME                                | A csak egy megyében induló listák   | A csak egy megyében induló listák   | 1                                   | Hajdúvár.Sz.                        | Hajdúvár.Sz.                        | Hajdúvár.Sz.                        | Hajdúvár.Sz.                        | 1                                   | 2                                   | ÖHME                                | ÖHME                                | TMESZ–TOMSZI                        | TMESZ–TOMSZI                        | TMESZ–TOMSZI                        | TMESZ–TOMSZI                        | 1                                   | ZMPPE                               | ZMPPE                               | 3                                   |                                     |                                     | 72                                  | 72                                  |
| GYMSME                              | GYMSME                              | GYMSME                              | GYMSME                              | GYMSME                              | GYMSME                              | 2                                   |                                     |                                     | 2                                   | Jász.–KTTSZ                         | Jász.–KTTSZ                         | Jász.–KTTSZ                         | Jász.–KTTSZ                         | Össz. Keszthely                     | Össz. Keszthely                     | Össz. Keszthely                     | Össz. Keszthely                     | 3                                   |                                     |                                     |                                     |                                     | 72                                  | 72                                  |
| PSZM                                | PSZM                                | PSZM                                | PSZM                                | 1                                   | BÖSZ                                | BÖSZ                                | BÖSZ                                | BÖSZ                                | BÖSZ                                | 1                                   |                                     | 2                                   | FPM                                 | FPM                                 | Kerka VPME                          | Kerka VPME                          | Kerka VPME                          | 2                                   |                                     |                                     |                                     |                                     | 72                                  | 72                                  |
| Homokhát                            | Homokhát                            | Homokhát                            | Homokhát                            | 1                                   |                                     |                                     | 1                                   | IPOSZ                               | IPOSZ                               | 1                                   | PGMNE                               | PGMNE                               | PGMNE                               | PGMNE                               | PGMNE                               | PGMNE                               | PGMNE                               | PGMNE                               |                                     |                                     |                                     |                                     | 72                                  | 72                                  |
| Pusztaszeri Körz.                   | Pusztaszeri Körz.                   | Pusztaszeri Körz.                   | Pusztaszeri Körz.                   | 1                                   |                                     |                                     |                                     |                                     |                                     | 1                                   | Tiszta Közéletért                   | Tiszta Közéletért                   | Tiszta Közéletért                   | Tiszta Közéletért                   | Tiszta Közéletért                   | Tiszta Közéletért                   | Tiszta Közéletért                   | Tiszta Közéletért                   |                                     |                                     |                                     |                                     | 72                                  | 72                                  |
| Összefogás Cs.                      | Összefogás Cs.                      | Összefogás Cs.                      | Összefogás Cs.                      | 1                                   |                                     |                                     |                                     |                                     |                                     | 1                                   | KÉVE                                | KÉVE                                | KÉVE                                | KÉVE                                | KÉVE                                | KÉVE                                | KÉVE                                | KÉVE                                |                                     |                                     |                                     |                                     | 72                                  | 72                                  |
|                                     |                                     |                                     |                                     |                                     |                                     |                                     |                                     |                                     |                                     |                                     |                                     |                                     |                                     |                                     |                                     |                                     |                                     |                                     |                                     |                                     |                                     |                                     |                                     |                                     |
| Közgyűlés létszáma                  | Közgyűlés létszáma                  | Közgyűlés létszáma                  | Közgyűlés létszáma                  | 40                                  | 46                                  | 40                                  | 59                                  | 40                                  | 40                                  | 41                                  | 40                                  | 40                                  | 40                                  | 40                                  | 40                                  | 80                                  | 40                                  | 48                                  | 41                                  | 40                                  | 40                                  | 40                                  | 835                                 | 835                                 |
| Forrás: Országos Választási Iroda   |                                     |                                     |                                     |                                     |                                     |                                     |                                     |                                     |                                     |                                     |                                     |                                     |                                     |                                     |                                     |                                     |                                     |                                     |                                     |                                     |                                     |                                     |                                     |                                     |

Jelmagyarázat: 'k' = képviselő, vastag betű = közgyűlési többség